# V350 Андромеды
V350 Андромеды (лат. V350 Andromedae), HD 2189 — тройная звезда в созвездии Андромеды на расстоянии приблизительно 720 световых лет (около 221 парсека) от Солнца. Видимая звёздная величина звезды — от +7,63m до +7,56m.
Пара первого и второго компонентов — двойная затменная переменная звезда типа Алголя (EA). Орбитальный период — около 1,5388 суток.

## Характеристики
Первый компонент — белая звезда спектрального класса A3. Масса — около 2,79 солнечных, радиус — около 2,159 солнечных. Эффективная температура — около 8333 K.
Третий компонент — коричневый карлик. Масса — около 29,8 юпитерианских. Удалён на 2,105 а.е..